# Disseho prostor

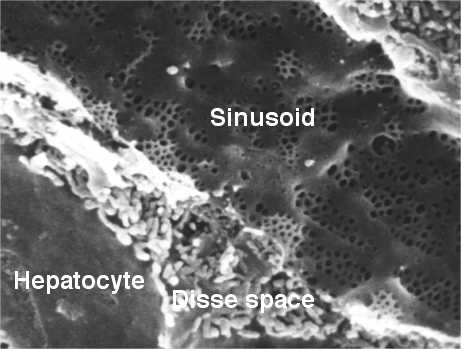
Snímek z elektronového mikroskopu: mikroklky hepatocytů v Dysseho prostoru okolo fenestrované krevní kapiláry, sinusoidy

Disseho prostor, též Disseův prostor, perisinusoidální či perisinusoidový prostor je štěrbina mezi buňkami jaterního parenchymu, hepatocyty, a stěnou fenestrovaných krevních kapilár, neboli sinusoid, v jaterním lalůčku. Je označovaný též jako Disseho subendoteliální prostor, protože se nachází pod endotelem, stěnou cévy.
Stěna sinusoid uvnitř jaterních lalůčků není celistvá: mezi jednotlivými plochými endotelovými buňkami, které jí tvoří, jsou velké, asi 100 nm široké prostory, fenestrace, bazální lamina chybí a fenestrace tak nejsou ničím uzavřené. Do Disseho prostoru tak může volně pronikat krevní plazma se všemi svými složkami, neprojdou pouze velké chylomikrony.
Disseho prostor je 0,2-0,5 μm široký a tvoří 2-4 % jaterního parenchymu. Uvnitř se nachází jemná síť extracelulární matrix, tvořená především vlákny retikulinu. Proteiny Disseho prostoru tvoří podpůrnou kostru jaterního parenchymu, spojují totiž vazivo portálních prostorů s vazivem okolo centrální žíly. Při regeneraci jaterního parechymu slouží jako vodítko pro množíci se hepatocyty. Retikulární vlákna jsou typem kolagenu, které se v histologickém preparátu barví stříbrem.
Do Disseho prostoru se vychlipují mikroklky hepatocytů. Protože jsou volně omývány krevní plazmou, hepatocyty mají přístup ke všem dostupným substrátům včetně makromolekul, a samy také mohou vylučovat makromolekuly přímo do krve. Kromě toho je Disseho prostor místem, kde se vyskytují Itovy buňky. Jsou to jednotlivě se vyskytující buňky hvězdicovitého tvaru, které ve své cytoplazmě střádají tuk a vitamín A. Za určitých okolností mohou do perisinusoidálního prostoru proniknout také pit buňky, specializované jaterní NK buňky.
Disseho prostor je začátkem lymfatických cest jater. Tkáňový mok je z něj odváděn do Mallova prostoru v blízkosti triády na okrajích jaterního lalůčku a odtud jej sbírají lymfatické kapiláry.

## Nemoci Disseho prostoru
Při jaterní fibróze a cirhóze dochází k nadměrné aktivaci Itových buněk, které se začnou podobat myofibroblastům a začnou produkovat nadměrné množství extracelulární matrix, zvláště kolagen typu I, III, IV a laminin. Kolagenizace Disseho prostoru vede k vytvoření bazální membrány sinuosoid, k uzavření fenestrací a k tzv. kapilarizaci sinusoid.